# プルサーノ
プルサーノ（イタリア語: Pulsano）は、イタリア共和国プッリャ州ターラント県にある、人口約1万1000人の基礎自治体（コムーネ）。

## 地理

### 位置・広がり

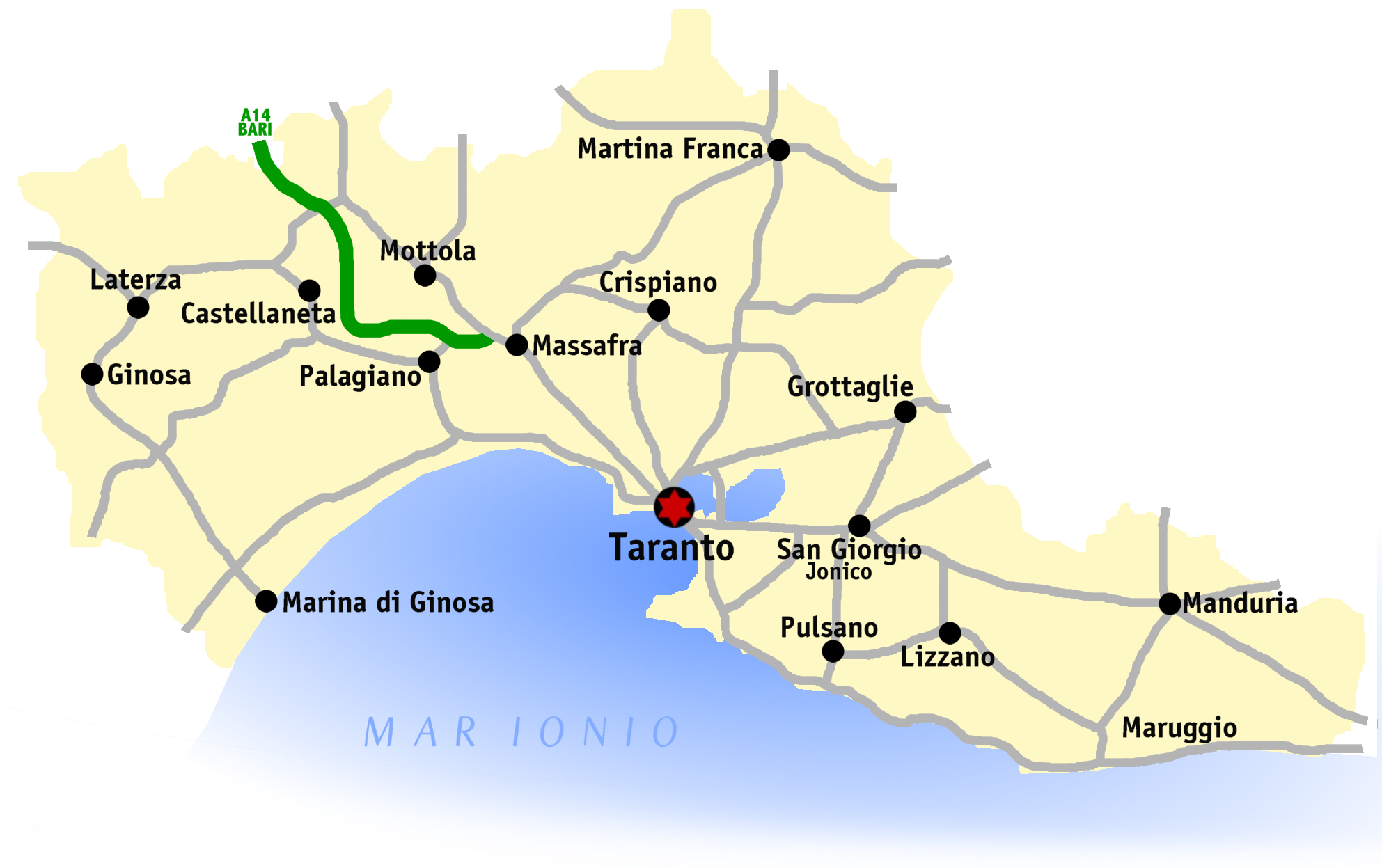
ターラント県概略図

#### 隣接コムーネ
隣接するコムーネは以下の通り。
- ファッジャーノ - 北東
- レポラーノ - 西
- ターラント - 北西、東（飛地）